# 陳文狩
陳文狩（1959年6月15日—），是第10、11任中華民國總統陳水扁之弟。臺南縣官田鄉西庄村（今臺南市官田區東西庄里）人，上有陳水扁1兄與陳秀琴、陳秀金2姐。陳文狩先後就讀於隆田國小、官田國中、北門農工。之後便於馬祖服役，於服役時因軍車翻覆，腳部嚴重受傷，右腳不良於行，陳文狩於1991年曾於官田鄉立圖書館擔任管理員，但不久後便辭職。後來，據說也曾轉赴官田鄉的隆田酒廠工作。最終陳文狩於臺南科學園區覓得一份工作。當2000年陳水扁當選總統後，連帶地許多觀光客前來參觀陳文狩住家。使得陳文狩老家熱鬧非常，結果惹惱了陳文狩，有一天甚至衝出家門掀了攤販的桌子。2007年陳文狩辭去工作，回鄉照顧母親。